# Skarnsund Bridge
Il Skarnsund Bridge è un ponte strallato situato in Norvegia.
Realizzato in cemento e lungo 1 010 metri, attraversa lo stretto di Skarnsundet nel comune di Inderøy nella contea di Trøndelag. Inaugurato il 19 dicembre 1991 da re Harald V ha sostituito il traghetto Vangshylla-Kjerringvik e collega i comuni di Mosvik e Leksvik alle aree centrali di Innherred. Il ponte è l'unico incrocio stradale del Trondheimsfjorde e si trova lungo la Norwegian County Road 755.